# گمینا ستژلتسه اوپولسکیه
گمینا ستژلتسه اوپولسکیه (به لهستانی:  Gmina Strzelce Opolskie) یک گمینا در لهستان است که در شهرستان ستژلتسه واقع شده‌است. گمینا ستژلتسه اوپولسکیه ۲۰۲٫۳۵ کیلومتر مربع مساحت و ۳۳٬۴۸۱ نفر جمعیت دارد.